# Cuvânt moldovenesc
Cuvânt moldovenesc a fost un ziar (săptămânal) publicat în Gubernia Basarabia (1913→17), apoi în Republica Democratică Moldovenească (1917→18), și pentru o scurtă perioadă după Marea Unire. Proprietarul revistei/ziarului a fost Vasile Stroiescu.
Revista "Cuvânt Moldovenesc" a luat ființă în Mai 1913, iar ziarul "Cuvânt Moldovenesc" în 1914. Prima ediție a fost tipărită la 1 ianuarie 1914, iar ultima la 7 ianuarie 1919. Primul redactor-șef a fost Nicolae Alexandri, înlocuit la 2 aprilie 1917 de către Pantelimon Halippa. Printre colaboratori s-au numărat: Simion Murafa, Ion Pelivan, Daniel Ciugureanu, Onisifor Ghibu, Gheorghe Stârcea, Theodor Inculeț (fratele lui Ion Inculeț) etc.
La 21 martie 1943, Cuvântul moldovenesc a reapărut sub conducerea lui Leon Boga și Iorgu Tudor.